# Jean-Frédéric-Roch de Maillardoz
Jean-Roch-Frédéric, marquis de Maillardoz, né le 14 mars 1727 à Fribourg et mort le 2 septembre 1792 à Paris, est un général suisse au service du roi de France.

## Biographie
Officier au service de roi de France en 1743, il sert au régiment de Joffrey, puis au régiment des Gardes suisses.
Il devient membre du Grand Conseil en 1753, du Conseil des Soixante en 1762 et du Conseil de guerre de Fribourg en 1784.
Promu maréchal de camp en 1770, puis lieutenant-général en 1784, il commande les Gardes suisses aux Tuileries le 10 août 1792, en remplacement de son oncle Louis-Auguste d'Affry.
Il est fait prisonnier à la Conciergerie et tué lors des massacres de Septembre.
Gendre de François Joseph Nicolas Griset de Forel, il est le père de Antoine-Constantin de Maillardoz et de Philippe de Maillardoz.

## Publications
- Considérations et réflexions sur une république aristocratique (1766)

## Sources
- R. de Castella de Delley, Le régiment des gardes-suisses au service de France, 1964
- Hervé de Weck, « Maillardoz, Jean Roch Frédéric de » dans le Dictionnaire historique de la Suisse en ligne, version du 12 juillet 2007.